# Zahumsko
Zahumsko es un pueblo del municipio de Sjenica, Serbia. Según el censo de 2002, el pueblo tiene una población de 150 personas. 